# 愛と怒り
『愛と怒り』（あいといかり、イタリア語: Amore e rabbia / 英語: Love and Anger）は、1968年（昭和43年）製作、1969年（昭和44年）公開のイタリア・フランス合作のオムニバス映画である。
つぎの5篇からなる。
- 無関心 L'indifferenza

監督カルロ・リッツァーニ
- 臨終 Agonia

監督ベルナルド・ベルトルッチ
- 造花の情景 La sequenza del fiore di carta

監督ピエル・パオロ・パゾリーニ
- 放蕩息子たちの出発と帰還（「愛」） L'amore

監督ジャン＝リュック・ゴダール
- 議論しよう、議論しよう Discutiamo, discutiamo

監督マルコ・ベロッキオ

## 概要
1969年の第19回ベルリン国際映画祭では『福音書'70』（ Vangelo '70 ）のタイトルで紹介された。カルロ・リッツァーニ監督とベルナルド・ベルトルッチ監督の演出したエピソードは、それぞれ、善良なサマリア人、実のならないイチジクの木の寓話を題材にし、ピエル・パオロ・パゾリーニ監督の演出したエピソードは、現代世界の恐怖のなかでの無実の罪の意識について語るものであった。構成されるこれらの3つのエピソードは、ヴァレリオ・ズルリーニ（Valerio Zurlini）監督の Seduto alla sua destra （『右曲がりの土曜日』、日本未公開、1968年）とともに、『福音書'70』の最初の核であった。
その後、 Seduto alla sua destra は長篇として製作され、ジャン＝リュック・ゴダール監督の『放蕩息子たちの出発と帰還』とマルコ・ベロッキオ監督の『議論しよう、議論しよう』がそれに代わった。『放蕩息子たちの出発と帰還』は、民主主義と革命とが愛されていたとしても適合しないという物語である。このエピソードのセリフは、女性2人はフランス語で、男性2人はイタリア語であるが、両方の言語にとって理解しやすいように構築されている。『議論しよう、議論しよう』は、大学に占められている間の革命的な部分とそうでない部分との違いにおける弁証法の一例である。